# グレンズフォールズ (ニューヨーク州)
グレンズフォールズ（英: Glens Falls）は、アメリカ合衆国ニューヨーク州のウォーレン郡にある都市。人口は1万4830人（2020年）。グレンズフォールズ都市圏の中心都市である。市名はジョハネス・グレン大佐に由来し、フォールズ（滝）はハドソン川の市南端にある大きな滝に言及したものである。
グレンズフォールズはウォーレン郡の南東隅にあり、北、東、西はクイーンズベリー町に囲まれ、南はハドソン川とサラトガ郡である。グレンズフォールズは「U.S.A.の故郷」と呼ばれており、これは1944年に雑誌「ルックマガジン」が言い出したものである。市は「エンパイアシティ」とも自称している。

## 歴史
グレンズフォールズはエドワード砦とウィリアム・ヘンリー砦の中間に位置し、フレンチ・インディアン戦争やアメリカ独立戦争のときには幾つかの戦闘が起きた。特にアメリカ独立戦争の時には、当時ハムレット（村落）だったこの町は2度大火で焼かれ、戦争が終わる1783年まで、開拓者のクエーカー教徒は町を放棄するしかなかった。大火は1864年、1884年、1902年にも起きて町に大きな損傷を与えた。
グレンズフォールズのある地域は当初「チェポンタック」（イロコイ語で「回るには難しい場所」）と呼ばれ、また「グレート・キャリーイング・プレース」とも呼ばれていたが、ヨーロッパ系アメリカ人開拓者によって「ザ・コーナーズ」と改名された。さらに1766年、恒久的開拓地を設立したクエーカー教徒の指導者エイブラハム・ウィングとハドソン川の滝からウィングズフォールズと改名された。1788年、ハムレット自体がジョハネス・グレン大佐に渡され、滝の名前も町の名前も変えられた。この譲渡について地元の伝承では、負債が貯まったとか、トランプの結果だとか、お互いの友人を招待したパーティとの引き替えだったとか、様々に言われている。グレン大佐は「グレンズフォールズ」（"Glen's Falls"）に改名したが、その綴りは"Glenn's" や "Glens" など様々なものが使われていた。その後 "Glens Falls" が通常の形になった。
1808年に郵便局が設立された。1839年には村として法人化され、さらに1874年と1887年に再法人化されて、現在の市域まで広がったのが1908年であり、州議会により市憲章が認められた。この時に市はクイーンズベリー町と独立したものになった。
2003年、クイーンズベリー町の許可を得て、グレンズフォールズは町の一部約49エーカー (0.20 km2) を併合した。その土地はベテランズ・フィールド、あるいはノースウェイ工業団地と呼ばれ、ベテランズ道路のルザーン道路とシャーマン・アベニューの間にあり、州間高速道路87号線の直ぐ東にある。この土地は当時空き地だった。シャーマン・アベニューの細い、長さ0.5マイル (800 m) の帯状地がこの併合の一部であり、それは州法で併合する土地が連続していることを要求していたことを満たすためだった。その結果、市も町もシャーマン・アベニューの所有権を共有することになった。

## 歴史的な場所
グレンズフォールズにはアメリカ合衆国国家歴史登録財に指定され、ニューヨーク州歴史登録財に匹敵する歴史地区が2か所ある。フレデラ・アベニュー歴史地区には一連の特徴あるコンクリート製建築物がある。スリースクエアズ歴史地区が中央事業地区の大半を占めている。さらに個々の建造物も登録されている。これら歴史的資源が解体されたり改変されたりすることから保護するための法はもっていない。
- クランドール公共図書館、1893年に図書館を設立したが、恒久的な建物は1931年にシティパークに建設されたのが最初だった。シティパークは地元事業家ヘンリー・クランドールが図書館のために遺贈したものだった。建物はチャールズ・A・プラットが設計し、ロバート・ラインランダーが建設した。1969年に改修、拡張された。次の改修、拡張は2008年11月に完成した。この時には1969年に増築した分の解体もあった[13][14]。この図書館は南アディロンダック図書館体系の中に含まれている。
- 南北戦争記念碑、グレン通り、サウス通り、ベイ通りの交差点にある石灰岩のオベリスク、南北戦争に従軍したクイーンズベリー町出身644名を顕彰する記念碑であり、1872年に除幕された。そのうち95人は戦死しており、記念碑にその名が刻印されている[15]。この戦争の多くの戦闘が挙げられている。
- デロング・ハウス、現在グレンズフォールズ/クイーンズベリー歴史協会とチャップマン歴史博物館が入っている。ギリシャ復古調と第二帝政期建築がグレン通りとベイコン通りの角に聳えている。アン女王様式の馬車庫が資産の一部になっている。
- フィーダー運河、ハドソン川の歴史ある運河の対岸にある水力発電施設である。1820年に建設されシャンプレーン運河に水を供給した。19世紀初期、ニューヨーク州運河体系が州経済の発展に重要なものだった。石灰石、大理石、木材、農産物がキャナル通りの袂にある船着き場から出荷された。
- 第一長老派教会、この会派は1803年に認証された。その5番目の礼拝所は1929年に建設された。ラルフ・アダムズ・クラムが新ゴシック建築の「プレスビテリアン様式」で設計した[16]。
- アマースト砦通り、この道路の近くに元のアマースト砦がある。この砦は存在していないが、木製基礎の一部は1880年のものと分かっている。この砦にはジョージ湖水頭のウィリアム・ヘンリー砦とエドワード砦の中間点にあたる兵舎があった。この砦の体系は、フレンチ・インディアン戦争の時にフランスによる植民地北方への侵略から守るためにイギリス軍が建設した。修復された砦の建物から近くにあるフォートアンの町を眺められる。
- ルイス・フィスク・ハイド邸、サミュエル・プルーインの娘のために、建築家ロバート・ラインランダーとヘンリー・フォーブス・ビゲローが建設した復古調住宅3連の中央のもの、現在はヨーロッパ、アメリカおよび当代の世界的な収集品であるハイド・コレクションを収めている。その主要品は個人収集品として当初の家内の事情を表すものである。
- グレンズフォールズ最古の建物、1864年の大火で中央事業地区の建物は大半が破壊された。最古の建物は中心街にあり、1864年まで遡ることができる数少ないものの1つである。丘の麓に建てられた石と煉瓦の建物は1815年頃に建てられ、カルビン・ロビンの鍛冶屋に使われていた。
- クエーカー集会所、リッジ通りにあるイタリア様式のこの建物は1875年に建設され、当初は暖房装置が無かった。
- セントメアリー＝セントアルフォンサス地域カトリック学校、元セントメアリー・アカデミー、ウォーレン通りとチャート通りの角にある。新ゴシック建築であり、ラルフ・アダムズ・クラムが設計した。アメリカ合衆国国家歴史登録財に指定されている。フィラデルフィアのヘンリー・リー・ウィレット・スタジオが設計した2階分のステンドグラス窓のあるグレートホールがある。

## 地理と気候
アメリカ合衆国国勢調査局に拠れば、市域全面積は3.9平方マイル (10 km2)であり、このうち陸地3.8平方マイル (9.8 km2)、水域は0.1 平方マイル (0.26 km2)で水域率は2.54%である
グレンズフォールズ市はハドソン川沿い、アディロンダック丘陵地にあり、サラトガ郡と接している。
| グレンズフォールズ、1981年-2010年平均値の気候 | グレンズフォールズ、1981年-2010年平均値の気候 | グレンズフォールズ、1981年-2010年平均値の気候 | グレンズフォールズ、1981年-2010年平均値の気候 | グレンズフォールズ、1981年-2010年平均値の気候 | グレンズフォールズ、1981年-2010年平均値の気候 | グレンズフォールズ、1981年-2010年平均値の気候 | グレンズフォールズ、1981年-2010年平均値の気候 | グレンズフォールズ、1981年-2010年平均値の気候 | グレンズフォールズ、1981年-2010年平均値の気候 | グレンズフォールズ、1981年-2010年平均値の気候 | グレンズフォールズ、1981年-2010年平均値の気候 | グレンズフォールズ、1981年-2010年平均値の気候 | グレンズフォールズ、1981年-2010年平均値の気候 |
| 月                                            | 1月                                           | 2月                                           | 3月                                           | 4月                                           | 5月                                           | 6月                                           | 7月                                           | 8月                                           | 9月                                           | 10月                                          | 11月                                          | 12月                                          | 年                                            |
| --------------------------------------------- | --------------------------------------------- | --------------------------------------------- | --------------------------------------------- | --------------------------------------------- | --------------------------------------------- | --------------------------------------------- | --------------------------------------------- | --------------------------------------------- | --------------------------------------------- | --------------------------------------------- | --------------------------------------------- | --------------------------------------------- | --------------------------------------------- |
| 平均最高気温 °F （°C）                        | 28.7 (−1.8)                                   | 32.9 (0.5)                                    | 42.6 (5.9)                                    | 56.8 (13.8)                                   | 68.2 (20.1)                                   | 76.8 (24.9)                                   | 81.1 (27.3)                                   | 79.1 (26.2)                                   | 70.8 (21.6)                                   | 58.4 (14.7)                                   | 46.6 (8.1)                                    | 34.2 (1.2)                                    | 56.4 (13.6)                                   |
| 平均最低気温 °F （°C）                        | 8.9 (−12.8)                                   | 11.2 (−11.6)                                  | 21.6 (−5.8)                                   | 33.9 (1.1)                                    | 44.0 (6.7)                                    | 53.4 (11.9)                                   | 58.0 (14.4)                                   | 56.4 (13.6)                                   | 47.7 (8.7)                                    | 36.4 (2.4)                                    | 28.6 (−1.9)                                   | 17.2 (−8.2)                                   | 34.8 (1.6)                                    |
| 降水量 inch （mm）                            | 2.86 (72.6)                                   | 2.08 (52.8)                                   | 2.94 (74.7)                                   | 2.98 (75.7)                                   | 3.61 (91.7)                                   | 3.55 (90.2)                                   | 4.09 (103.9)                                  | 3.68 (93.5)                                   | 3.37 (85.6)                                   | 3.50 (88.9)                                   | 3.30 (83.8)                                   | 3.05 (77.5)                                   | 39.01 (990.9)                                 |
| 平均降水日数 （≥0.01 in）                     | 11.6                                          | 9.4                                           | 10.7                                          | 11.3                                          | 12.6                                          | 12.0                                          | 11.0                                          | 10.9                                          | 9.3                                           | 10.8                                          | 11.4                                          | 11.3                                          | 132.3                                         |
| 出典：NOAA                                    |                                               |                                               |                                               |                                               |                                               |                                               |                                               |                                               |                                               |                                               |                                               |                                               |                                               |

## 人口動態
以下は2000年国勢調査による人口統計データである。
| 基礎データ - 人口: 14,354 人 - 世帯数: 6,267 世帯 - 家族数: 3,415 家族 - 人口密度: 1,447.0人/km2（3,752.2 人/mi2） - 住居数: 6,811 軒 - 住居密度: 686.6軒/km2（1,780.4 軒/mi2） 人種別人口構成 - 白人: 96.54% - アフリカン・アメリカン: 1.30% - ネイティブ・アメリカン: 0.15% - アジア人: 0.42% - 太平洋諸島系: 0.01% - その他の人種: 1.24% - 混血: 0.33% - ヒスパニック・ラテン系: 1.39% 年齢別人口構成 - 18歳未満: 24.4% - 18-24歳: 9.0% - 25-44歳: 31.9% - 45-64歳: 21.0% - 65歳以上: 13.7% - 年齢の中央値: 36歳 - 性比（女性100人あたり男性の人口） - 総人口: 92.4 - 18歳以上: 87.4 | 世帯と家族（対世帯数） - 18歳未満の子供がいる: 29.0% - 結婚・同居している夫婦: 36.3% - 未婚・離婚・死別女性が世帯主: 13.7% - 非家族世帯: 45.5% - 単身世帯: 36.7% - 65歳以上の老人1人暮らし: 12.0% - 平均構成人数 - 世帯: 2.25人 - 家族: 2.98人 収入と家計 - 収入の中央値 - 世帯: 30,222米ドル - 家族: 42,266米ドル - 性別 - 男性: 29,283米ドル - 女性: 21,606米ドル - 人口1人あたり収入: 18,137米ドル - 貧困線以下 - 対人口: 14.8% - 対家族数: 12.0% - 18歳未満: 21.7% - 65歳以上: 9.4% |

## 金融と産業

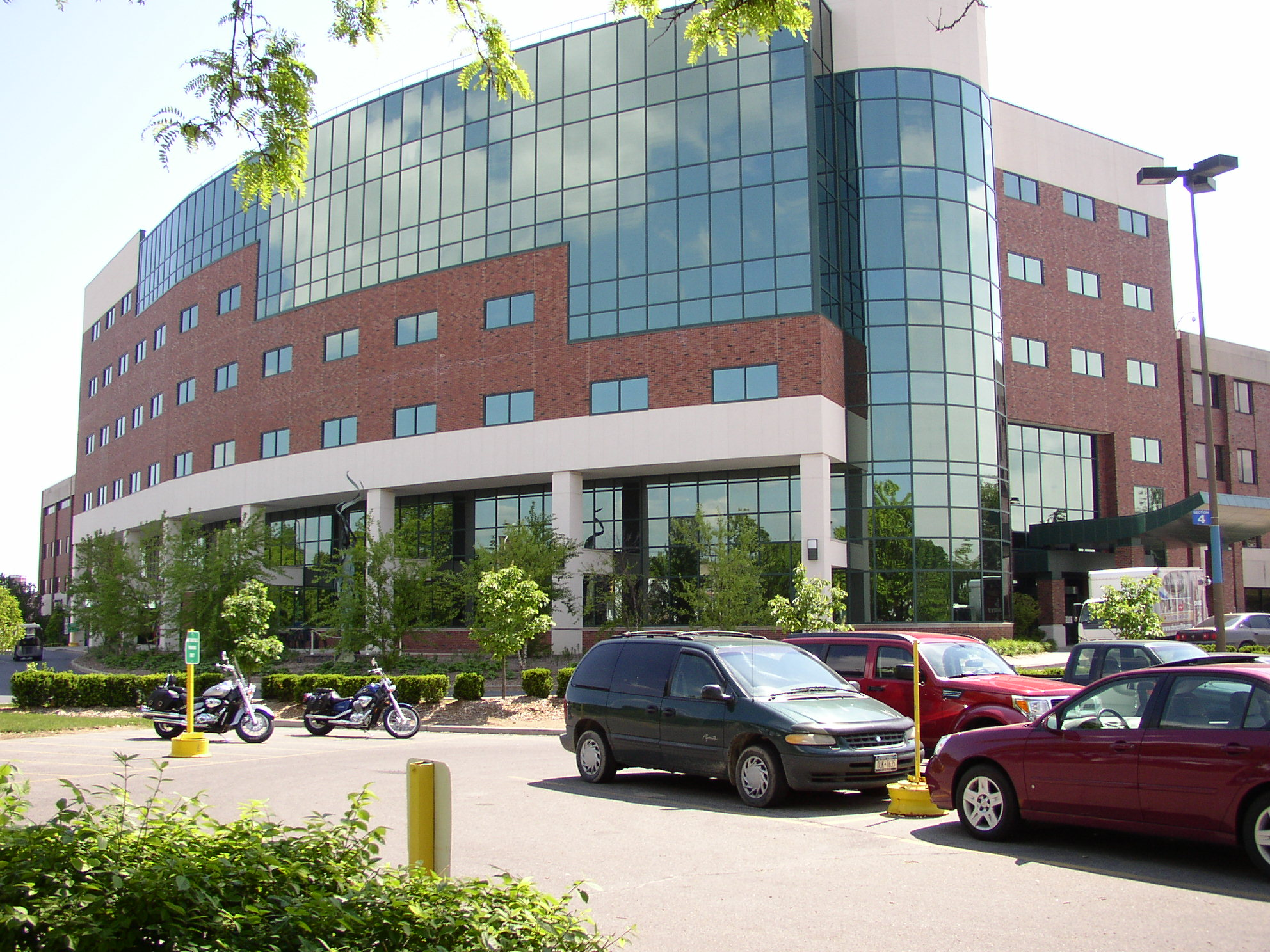
グレンズフォールズ病院の北西塔

グレンズフォールズ地域は医療機器の生産地である。市内には医療機器メーカーのネイビリスト・メディカルがあり、また以前はファイザーやボストン・サイエンティフィックの地域事務所があった。南のサラトガ郡から北のアディロンダックス中央部まで2,600平方マイル (6,700 km2) という広い範囲の医療提供者でもある。医療機関は中心街の410床のグレンズフォールズ病院を中心に機能している。この病院は1897年夏に地元の医師12人が設立し、ハドソン川上流域全体をカバーすることが目指された。最初の病院には、ソロモン・A・パークスがグレンズフォールズの自宅を寄付した。現在の建物は何度も大きく改築、増築、近代化されて地域の需要に対応し、現在は地域の救急医療病院になっている。地域最大の雇用主でもある。退役兵の医療については退役兵対応外来施設が対応している。
ダンフロス・フロマティック・コーポレーションがグレンズフォールズのプリュインズアイランドに本社を置いている。この会社は工業用および自治体用バルブの主要メーカーである。プリュインズアイランドには、ベルギーを本拠とし、銀基接点材料を製造するユミコアもある。
フィンチ・ペーパーLLCはグレン通り丘陵の麓に本社があり、地域の主要な雇用主かつ特殊用途紙や林産品のメーカーである。これまで市内最大の納税者であり、市の記録では2006年時点で6,000万ドルの資産を持っていた。2007年半ば、フィンチ・プリュイン&カンパニーがアディロンダック山地にある森林161,000エーカー (652 km2) を含め全ての資産を、コネチカット州グリニッジのアトラス・ホールディングスに売却すると発表した。このとき社名がフィンチ・ペーパーLLCに変更された。アトラスはその後全森林地を自然保護委員会に売却した。
1893年に設立されたグレンズフォールズ・セメント会社は現在、リーハイ・ノースイーストの一部となっており、それ自体が世界大手のセメントメーカーであるハイデルベルク・マテリアルズの1事業部である。
グレンズフォールズは地域の金融部門において昔も今も歴史がある。中心街に本社があるアロー・ファイナンシャル・コーポレーションは、グレンズフォールズ国定銀行信託会社やサラトガ国定銀行信託会社のための公的取引多数行保有会社である。元はグレンズフォールズ第一国定銀行だったエバーグリーン銀行は1853年の創設であり、現在は銀行コングロマリットTDバンクノースが所有している。ベンチャーキャピタル会社のアドバンテージ・キャピタル・パートナーズがそのニューヨーク事務所を中心街に置いている。

## 文化、メディア、娯楽

### 芸術と演劇
グレンズフォールズ大都市圏には演劇制作について豊富な歴史がある。300席のチャールズ・R・ウッド劇場は アドリンダック演劇祭の会場である。この祭は劇やミュージカルの新作、当代作品を上演するプロの非営利夏の演劇祭である。このウッド劇場は年間を通じて他にも多くの芸術的かつ文化的催しを行っている。2003年にグレンズフォールズの中心であるグレン通りでオープンした。元のウールワースの店が現在は周辺の地域社会に文化と演劇を紹介している。劇場の名は、地元で成功した起業家であり、クイーンズベリー町にあるグレート・エスケープ・テーマパークの設立者故ミスター・ウッドに因んで名付けられた。グレンズフォールズ・コミュニティ劇場は75年間近くグレンズフォールズのために演劇を制作してきた。
ローワー・アドリンダック地域芸術委員会が、グレンズフォールズ地域の芸術を促進しており、年中行事を開催したり、シティパークに隣接するラップハム・キャリッジ・ハウスで一年中画廊をオープンさせている。
グレンズフォールズ交響楽団は30年以上も古典音楽を演奏しているプロのオーケストラである。現在はマエストロのチャールズ・ペルツが指導している。1965年から1997年にはプロの劇団であるジョージ湖オペラ・フェスティバルがあり、毎年夏に幾つかの公演を行っていた。その後近くのサラトガスプリングスに本拠を移し、オペラ・サラトガと呼ばれている。
市内には博物館が3館ある。ハイド・コレクションは世界的なヨーロッパとアメリカのコレクションであり、当初の家屋を使ったものと現代の画廊スペースがある。チャップマン歴史博物館はグレンズフォールズ/クイーンズベリー歴史協会が運営し、地元歴史の展示、教育プログラム、歴史あるデロング・ハウスのツアーを行っている。世界の知識子供の博物館は子供のためのプログラムを用意する文化的知覚の博物館である。
アート・イン・ザ・パブリック・アイは、グレンズフォールズにある非営利芸術組織である。その任務は地域の芸術社会と地元企業の共同事業を養成し、定評を得た芸術家や新進気鋭の芸術家および地元商業の促進を図り、文化活動や展示を通じて芸術との触れ合いを生むことである。そのプログラムには第3木曜日グレンズフォールズ・アートウォーク、屋外映画会、ギャラリー99、アートカート、チョークフェストがある。第3木曜日の行事は5月から10月の第3木曜日に、中心街に伝統あるあるいは伝統の無い会場約20か所で開催されている。
シャート・ファクトリー・アーツ・アンド・ヒーリング・センターは、歴史あるシャツ工場を使い、芸術家のスタジオ、店舗、ギャラリー、癒し芸術とサービスを収めている。ローレンス通りとクーパー通りの角にあり、50人以上の芸術家と13の店舗およびギャラリーが入っている。建物は1900年代初期に建築家エフレイム・ポッターが建設し、定期的に公開されている。テナントは年間を通じてオープンハウスを行い、ローカルフェストと呼ぶ地元産のものを祝う祭がある。毎年9月にはスタッフ・メイド・ヒアが開催される。
市内リッジ通り134にある消防署のメインストリート側にグレンズフォールズ9.11記念碑がある。この碑はあの日に命を失った者、ワールド・トレード・センターやペンタゴンで救助活動に関わった第1反応者全てに献げられている。碑は高さ12フィート (3.6 m) のワールド・トレード・センターに似せた御影石の塔をペンタゴンに似せた御影石の壁が囲んでいる。この碑にはニューヨーク・ニュージャージー港湾公社から永久貸与されたワールド・トレード・センターの鋼材が使われている。

### 印刷メディア
「ザ・ポスト・スター」はグレンズフォールズで発行されている日刊紙であり、約27,000部が購読されている（日曜版は3万部）。地域としてはグレンズフォールズ、サラトガ、さらにウォーレン郡、サラトガ郡、ワシントン郡の周辺町が入っている。1895年に発刊され、1909年からは継続して発行されている。記者のマーク・マホニーは、地元政府の機密に関する論説で、2009年ピューリッツァー賞ジャーナリズム部門を受賞した。
「ザ・クロニクル」は無料週刊紙であり、夏には配布部数が37,000部になる。夏以外は25,000部から31,000部である。

### ラジオ
地元ラジオ局は、AM6局、FM30局がある。この中にはカレッジのラジオ局もある。

### テレビ
中心街のグレン通りにあるスタジオから地元独立系テレビ局が放送を流している。看板番組はウィークで夕方のニュース番組「ノース・ニューズ・8」であり、元CNBCのアンカー、ケビン・マッカルーがアンカーを務めていたこともあった。
その他全国系列のテレビはオールバニやスケネクタディ、トロイから放映されている。

### スポーツ
グレンズフォールズはマイナーリーグ・ホッケーの伝統がある。アメリカン・ホッケー・リーグで4度カルダーカップを取ったアドリンダック・レッドウィングスが1979年から1999年まで市内でプレイしていた。親チームのデトロイト・レッドウィングスがフランチャイズを畳んだとき、ユナイテッド・ホッケー・リーグのアドリンダック・アイスホークスに代わり、2004年にフロストバイトに改名したが、2006年には解消した。2009年からフィラデルフィア・フライアーズの主要ファームチームであるアメリカン・ホッケー・リーグのアドリンダック・ファントムズのホームとなった。
グレンズフォールズのイーストフィールドはNAFLのグリーンジャケッツ・フットボールチームが本拠地にしている。グリーンジャケッツは1928年に発足しており、国内で2番目に古く活動しているマイナーリーグ・フットボールのチームである。
大学間夏季野球リーグであるパーフェクト・ゲーム大学野球リーグでプレイするグレンズフォールズ・ゴールデンイーグルスも市を本拠にしている。2003年の加入以来イーストフィールドで試合を行っている。

## 大衆文化の中で
- 1982年の映画『Basket Case』はその一部がグレンズフォールズで撮影された[42]
- テレビ番組『ザ・ソプラノズ 哀愁のマフィア』の登場人物ボビー・バッカリエリはグレンズフォールズに家を持っている。その義兄弟トニーとその妻カーメラ・ソプラノは、第6シーズンのエピソード"Soprano Home Movies"で訪問する。
- 作家ジェイムズ・マクブライドの回想記『水の色』では、その母が子供の時にグレンズフォールズで短期間過ごしたことを回想する。
- グレンズフォールズ生まれのマイケル・クリアリーは、その詩集『Hometown, USA』で1992年アメリカブックシリーズ賞を受賞した。1950年代から1960年代に市で成長した過程を綴ったものである。第二次世界大戦後の時代に典型的なアメリカの町としてグレンズフォールズを載せた1944年の「ルックマガジン」から、その題と写真を採ったものだった。2005年、著作『Halfway Decent Sinners』も再度グレンズフォールズの住民と場所に関する作品を掲載した。
- ジェイムズ・フェニモア・クーパーの歴史小説『モヒカン族の最後』にはグレンズフォールズとその下にある岩盤がヒントを与えた。
- ジュリア・スペンサー・フレミングのミステリー小説はグレンズフォールズにある架空の町ミラーズキルが舞台になっている。近くにあるハドソンフォールズの村がモデルになっている。
- イアン・フレミングの小説『私を愛したスパイ』にはグレンズフォールズが出てくる
- ジェイムズ・ハワード・クンストラーが制作した2010年の映画『The Witch of Hebron』では、登場人物がグレンズフォールズを訪問する
- リック・バスの1994年短編集『プラット川』にある『Field Events』はグレンズフォールズが舞台である。

## レクリエーションとスポーツの施設

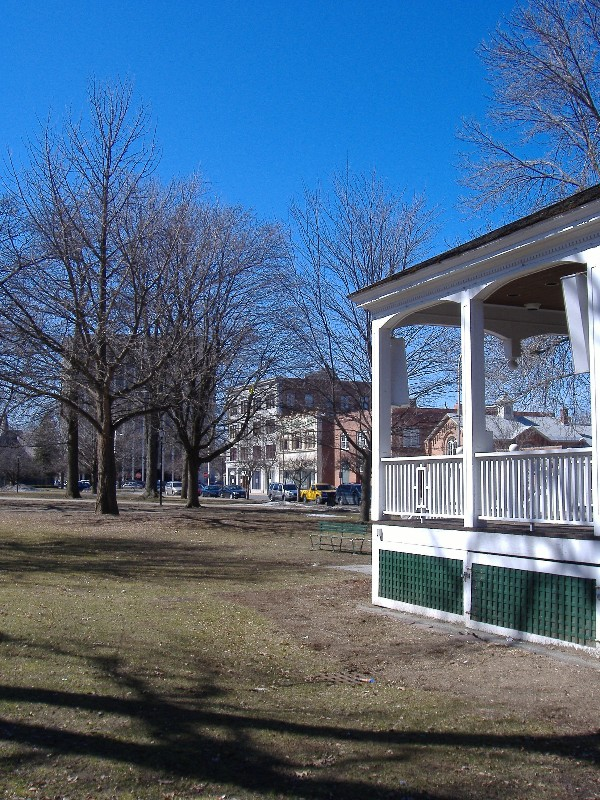
シティパーク

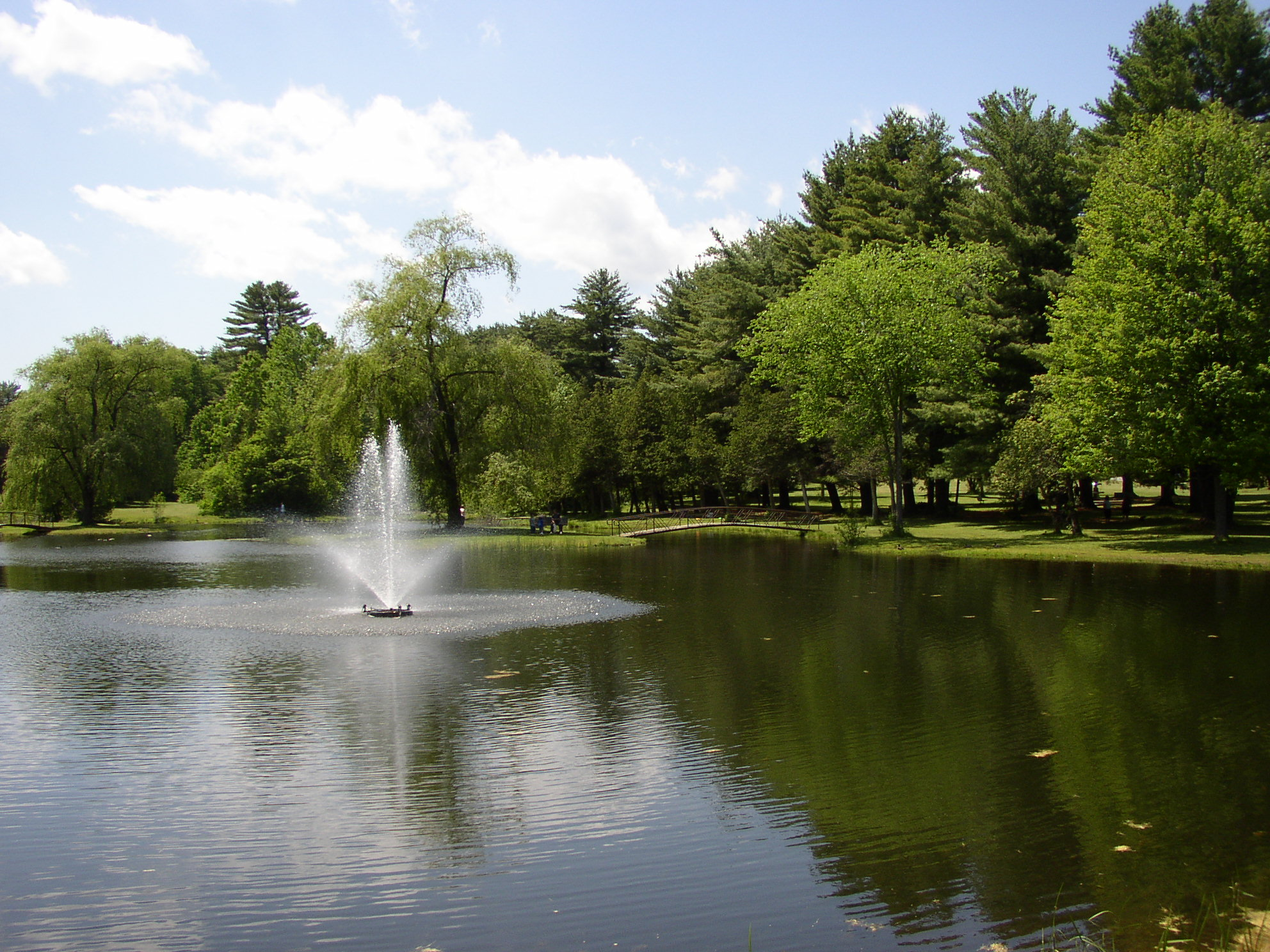
クランドールパーク

市はシティパークとクランドールパークという2つの著名な公共公園を運営している。シティパークは市内事業地区の緑地であり、公共図書館が入っている。クランドールパークは池、戦争記念碑、レクリエーション施設があり、クイーンズベリー町との北側境界にあるコールズウッズ国際スキートレイルに接している。その他多くの地区遊技場がある。マレー通り遊技場、モヒカン通り遊技場、イーストフィールド遊技場、ハビランヅコーブ、モンカーム通り遊技場、サガモア通り遊技場などである。
グレンズフォールズ・シビックセンターは1979年開業であり、中心街でスポーツや娯楽の行事を開催している。この多目的施設はスポーツ、コンサート、家族向け活動、ダンス、演劇、見本市用にアリーナがあり、バンケットの施設もある。アイスホッケーやバスケットボールのためには4,806の固定観覧席があり、コンサートなどには7,800まで席数を増やすことができる。
イーストフィールドは市の東部にあり、ニューヨーク州大学間野球リーグのグレンズフォールズ・ゴールデンイーグルスが本拠にしている。セミプロのアメリカンフットボールチーム、グリーンジャケッツは1928年に発足しており、国内で2番目に古く活動している。グレンズフォールズ高校インディアンスもイーストフィールドを使っている。以前はイースタンリーグのグレンズフォールズ・ホワイトソックスやグレンズフォールズ・タイガース、ニューヨーク・ペン・リーグのグレンズフォールズ・レッドバーズ、ノースイーストリーグ/ノーザンリーグ・イーストのアディロンダック・ランバージャックスも使っていた。
グレンズフォールズ・テニス水泳クラブは民間のメンバー制クラブであり、1965年からクイーンズベリー町との東側境界で、レクリエーション用と競技用テニスの練習場になっている。
グレンズフォールズYMCAはあらゆる年齢の人々に多くのレクリエーション機会を提供している。

## 交通
航空
クイーンズベリー町にあるフロイド・ベネット記念空港 (IATA: GFL, ICAO: KGFL、元ウォーレン郡空港)では、小型機やチャーター機でグレンズフォールズ地域にアクセスできる。 商業空港としては、64キロメートル南にあるコロニーのオールバニ国際空港を利用している。
鉄道
アムトラックには近くのフォート・エドワード駅から乗車できる。毎日アディロンダック（ニューヨークからモントリオール）とイーサン・アレン・エクスプレス号（ニューヨークからラトランド）が停車する。
バス
グレーター・グレンズフォールズ・トランジットシステムがバスの定期便を運行している。市内と周辺町をカバーしており、リッジ通りターミナルを発しシティパークや市役所を通る。年間を通じて運行される定期便に加えて、季節によりジョージ湖へのトロリーを走らせている。バスターミナルから遠くないハドソン・アベニューのターミナルからは、トレイルウェイズやグレイハウンドのバスが全国に出ている。
道路
- 州間高速道路87号線、グレンズフォールズの西をバイパスする。通常地元ではアディロンダック・ノースウェイと呼ばれ、市内に出口が3か所ある。出口17Nからアメリカ国道9号線を通りサウスグレンズフォールズを通ってグレンズフォールズ市内に入る。出口18はメインストリートに接続し、中心街や病院に向かう。クイーンズベリー町のウエストグレンズフォールズにもアクセスする。出口19からはニューヨーク州道254号線を使い、市の北部にアクセスする。

- アメリカ国道9号線は市内でグレン通りとなる。南のサウスグレンズフォールズからクーパーズケイブ橋でハドソン川を渡る。市内中心事業地区を通り、北のクイーンズベリー町に抜ける。かつてはジョージ湖へ抜ける板道駅馬車用有料道路だった。フレンチ・インディアン戦争のときは、エドワード砦とウィリアム・ヘンリー砦を結ぶ軍用道路だった。

- ニューヨーク州道32号線は国道9号線と共にクーパーズケイブ橋で市内に入り、センテニアル・サークルで分かれて東のウォーレン通りを進む。その後産業地区で市内を離れて、ハドソンフォールズやフォートエドワードとを繋ぐ。トラックはトラック州道32号線を通って市内をバイパスできる。

- ニューヨーク州道9L号線は国道9号線と州道32号線の交差点、センテニアル・サークルに始まり、北東のクイーンズベリー町に進む。リッジ通りと呼ばれ、市境ではリッジ道路になる。

グレンズフォールズ市は開拓地の時代から放射状に配された道路体系を使用している。

## 学校と教育
グレンズフォールズ市の教育は2つの教育学区に入っており、どちらも市政府とは独立している。市域の大半はグレンズフォールズ市教育学区に入っているが、クイーンズベリー町の一部も入っている。グレンズフォールズ共通教育学区は市の南東部をカバーしている。
グレンズフォールズ市教育学区はグレンズフォールズ高校、中学校1校、小学校4校を運営している。
グレンズフォールズ高校は近年改修され、3階部分が追加され、新しい教室やコンピュータが増えた。
グレンズフォールズ共通教育学区は独立公共小学校のエイブラハム・ウィング小学校を運営している。
セントメアリーズ・セントアルフォンサス地域カトリック学校は、地域教区学校として幼稚園前から8年生までを教えている。

## 市政府

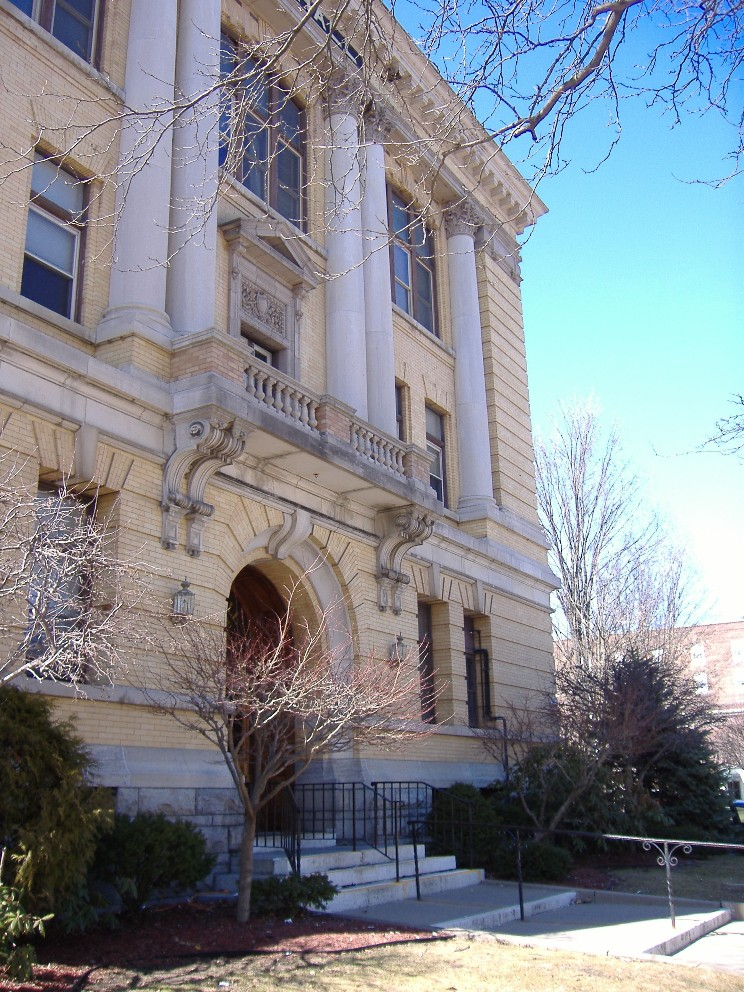
グレンズフォールズ市役所

グレンズフォールズは1908年に市として法人化されて以来、強い市長の制度を持っている。市政委員会の委員は6人であり、1人だけが市全体を選挙区に選ばれ、他の5人は小選挙区から選ばれている。郡政委員会には5人の代表を送っている。各代表は市内の各選挙区から選ばれている。市から選ばれた郡政委員は市政府での任務を持っていないが、郡政委員の他のメンバーと同様な権利と権限を持っている。市の行政部門として、墓地、地域社会、消防、警察、公共事業、購買、レクリエーション、会計監査役、評価官、行政事務、秘書官、上下水道、建設、法令がある。

## 宗教
グレンズフォールズには当初クエーカー教徒が入植したが、間もなくプロテスタントの他の会派に属する者達が続いた。今日市内には多くの礼拝所があり、宗教的に多様な社会を映し出している。
- クライスト教会 – ユナイテッド・メソジスト
- グッド・シェパード教会 – ルーテル教会ミズーリ会議
- 末日聖徒イエス・キリスト教会
- メサイア教会 – 米国聖公会
- コングリゲーション・シャレイ・テフィラ – 保守派ユダヤ教
- フェイス・タバナクル – バプテスト
- 第一バプテスト教会 – バプテスト
- ファースト・チャーチ・オブ・クライスト – クリスチャン・サイエンス
- 第一長老派教会グレンズフォールズ – 長老派教会
- フリー・メソジスト教会 – メソジスト
- セントアルフォンサス教会 – ローマ・カトリック教会（閉鎖し、セントメアリーズ教会と統合）[50]
- セントメアリーズ教会 – ローマ・カトリック教会
- テンプル・ベス・エル – 改革派ユダヤ教

## 地域行事
アディロンダック・バルーン・フェスティバル
1973年から毎年9月中旬ないし下旬に、フロイド・ベネット記念空港とクランドールパークで、熱気球の祭が開催されている。地元住人ウォルト・グリシュコットが組織したこの行事は無料で公開され、商業主義の要素がない。
アディロンダック・スタンピード
プロフェッショナル・ロデオ・カウボーイズ協会が行う慈善ロデオ
ローワー・アディロンダック地域芸術委員会(LARAC) 祭
1972年から毎年6月に開催されている。グレンズフォールズ地域では最初の大きな夏の行事と考えられており、25,000人以上の観衆が集まる。 審査された芸術品、工芸品が中心であり、その他地域芸人による生公演、非営利団体による食品の売店、家族向け活動などがある。無料で公開されており、朝10時から夕方5時まで、晴雨に拘わらず開催される。
ニューヨーク州少年公立高校バスケットボール選手権と連邦バスケットボール選手権
毎年3月、グレンズフォールズのシビックセンターでニューヨーク州少年公立高校バスケットボール選手権が開催される。1981年から毎年開催され、2011年に30周年を迎えた。連邦バスケットボール選手権もシビックセンターで開催される。
ノースカントリー・マイクロブリュー祭
ノースカントリー・マイクロブリュー祭はグレンズフォールズ地域のために慈善事業として始められた。毎年利潤を受け取る慈善団体が選ばれている。中心街の歴史あるクイーンズベリー・ホテルで開催されている。
テイスト・オブ・ザ・ノース・カントリー
テイスト・オブ・ザ・ノース・カントリーはグレンズフォールズのキワニス・クラブが後援し、35のノース・カントリー・レストランから料理のサンプルが出される。9月の最終日曜日に開催され、音楽生演奏、料理の実演、リンゴ・デザート・コンテストが同時開催される。16年間の歴史があり、キワニス・クラブのコミュニティ・サービス・プロジェクトのために50万ドル以上を集めた。
第3木曜日グレンズフォールズ・アートウォーク
夏から秋の毎月第3木曜日夕方に、中心街の様々な場所でアーティストのレセプションが開かれている

## 著名な出身者
- ジョン・オールデン・ディクス – 第38代ニューヨーク州知事（1911年-1913年）、グレンズフォールズで生まれた[54]
- ジム・ドゥガン – プロレスラー、WWEやWCWで著名、グレンズフォールズで生まれた[55]
- チャールズ・エヴァンズ・ヒューズ – 第36代ニューヨーク州知事（1907年-1910年）、1916年大統領候補、アメリカ合衆国最高裁判所長官（1930年-1941年）、グレンズフォールズで生まれた[56]
- ロバート・ポーター・パターソン – アメリカ合衆国陸軍長官（トルーマン政権）[57]
- エドワード・プレスコット – 2004年ノーベル経済学賞受賞、1958年グレンズフォールズ高校卒
- エド・ロイルバック – 1900年代初期のメジャーリーグベースボール選手、シカゴ・カブス、1907年と1908年のワールドシリーズ制覇に貢献、グレンズフォールズで死んだ[58]

## 姉妹都市
- – 日本佐賀県佐賀市